# Triglav
För andra betydelser, se Triglav (olika betydelser).
Triglav är med sina 2 864 meter över havet det högsta berget i Slovenien och i de Juliska alperna (även kallade Julianska alperna). Bergets nordvägg – nästan 2 km lodrät och 3 km bred i ljus dachsteinkalk – är en av Alpernas mäktigaste syner. Det är en cirque krönt av en krympande glaciär under Triglavs topp.
De första att lyckas bestiga berget var Luka Korošec, Matija Kos, Štefan Rožič och Lovrenc Willomitzer 26 augusti 1778, på Sigmund Zois von Edelsteins initiativ.

## Beskrivning

### Geologi och natur
Det mesta av berggrunden i Triglav-massivet härrör från Trias och är rik på marina fossil (koraller, svampdjur, tagghudingar, snäckor och musslor, samt fiskar). Sydväst om toppen, i den hängande högfjällsdalen Dolina Triglavskih jezer (”Triglavsjöarnas dal), finns röd kalk från Jura, rik på fossil av ammoniter. Området har en intressant  geomorfologi och hydrologi. Karstformationer, såsom grottsystem, smältande klippor och sönderfårade kalkstensplan (motsvarande det engelska ”limestone pavement”) är välutvecklade. I den högre terrängen finns knappt någon ytavrinning, då det mesta av vattnet dräneras bort av underjordiska vattendrag som kommer i dagen på dalsidorna, där det finns gott om vattenfall. Vattendrag och sjöar i Triglavs nationalpark är mycket klara, och har nästan overkliga turkosa och smaragdfärgade nyanser på grund av det höga innehållet av kalcitkristaller. 
Berget ligger i centrum av Triglavs nationalpark, vilken är den enda nationalparken i Slovenien. Triglavs nationalpark grundades 1961 och utvidgades 1981, men redan 1924 naturskyddades en del av den nuvarande nationalparken (Dolina Triglavskih jezer, Triglavsjöarnas dal). Nationalparkens flora och fauna är en blandning av nordliga arter och medelhavsarter, vilket avspeglar nationalparkens geografiska läge och stora relativa höjdskillnader på korta avstånd. Det senare skapar en mängd mikromiljöer och stor biologisk mångfald. Nationalparkens flora och fauna präglas också av endemism, speciellt vad gäller floran. Bland djurgrupper med endemiska arter i nationalparken kan nämnas fjärilar, salamandrar och fiskar. Typiska djur ovan skogsgränsen är alpstenbock, gems, murmeldjur, Horvats bergsödla, alpsalamander, kungsörn, fjällripa, stenhöna, alpkaja, murkrypare, snöfink, alpjärnsparv, ringtrast och stentrast. Gåsgam förekommer i nationalparkens västra randområden. Under skogsgränsen finns, bland annat, björn, lodjur, vildkatt, kronhjort, vildsvin, skogsmård och stenmård, sjusovare och trädsovare, skogshöns såsom tjäder, orre och järpe, slaguggla, tretåig hackspett och vitryggig hackspett.

### Form och topp
Triglavs namn, "Trehövdad", beskriver bergets form, som det ser ut ifrån Bohinjer-dalen. Denna profil kan också ses på Sloveniens statsvapen och på Sloveniens flagga. Triglav förkroppsligar också en gud från fornslavisk mytologi, den trehövdade Triglov, som behärskar himlen, jorden, och underjorden med varsitt huvud. Tack vare sin speciella form kan berget siktas på över 100 kilometers håll.

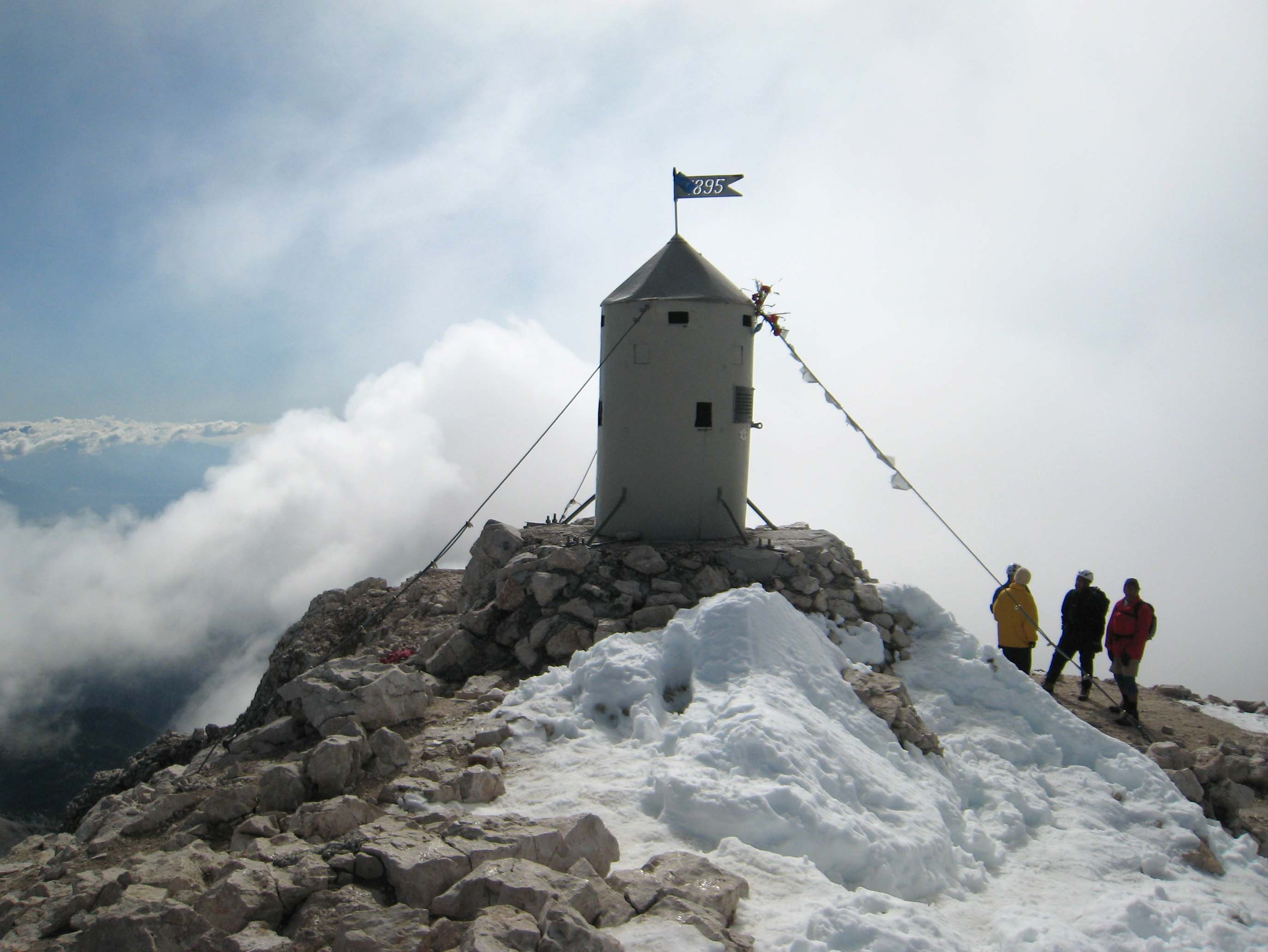
Aljažev stolp, ett torn från 1895 på toppen av Triglav

På toppen av Triglav är Aljažev stolp (Aljaž-tornet) uppfört, vilket är ett viktigt slovenskt landmärke. Det fungerade ursprungligen som väderskydd för toppbestigare och geodetisk punkt.

### Bergsklättring
Den populäraste utgångspunkten för turer på Triglav är fjällstugan Aljažev Dom som går att nå med bil. Toppen, till vilken det går flera klätterstigar (se nedan) och leder, reser sig cirka 1850 höjdmeter ovanför fjällstugan. Alternativt kan toppen även nås ifrån väster (Trenta). Då måste 2 200 höjdmeter övervinnas. Tur och retur tar det cirka 14 timmar.
Runt hundra klätterstigar av olika längd och svårighetsgrad finns på Triglavs nordvägg. Några av stigarna är uppräknade nedan:

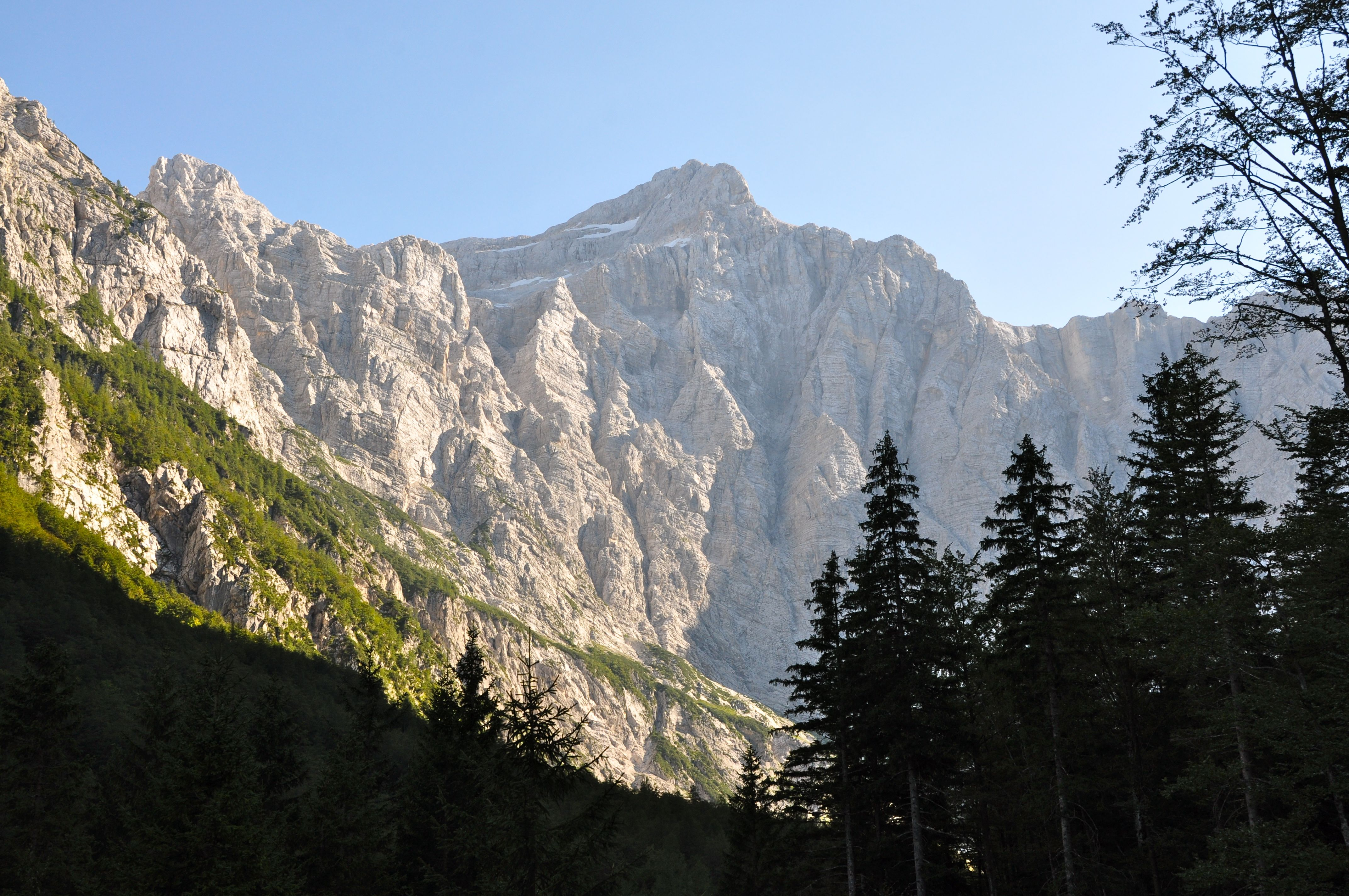
Triglavs nordvägg sedd från Dolina Vrata ("Vrata-dalen").

- Slovenska smer (”Slovenska leden”), II-III, 700-800 m
- Zimmer-Jahns led,  IV-/II-III, 300 m
- Bavarska smer (”Bajerska leden”), IV+, 500 m
- Peternelova smer (”Peternels led”), IV-, A1/V, 400 m
- Bergantova smer (”Bergants led”), VIII+/IX-, 400 m (friklättring)
- Metropolis, VIII/VII+, 350 m
- Na drugi strani časa (”På andra sidan tiden”), VIII, A2, 300 m
- Skalaška smer (“Skalaškas led”), V+, A0/IV+, 1000 m
- Čopov steber (“Čops stege”), IV-/V, A1, 450 m
- Prusik-Szalay, V/IV+, 1000 m
- Ljubljanska smer (”Ljubljana-leden), VI+/V-VI, 600 m
- Serenada, VII-, 400 m
- Stopnice v nebo (”Himmelstrapporna”), VII-/V-VI, 500 m
- Gorenjska smer (”Oberkrain-leden”), V+, A0/IV+, 1000 m
- Helba, IV-, A1, 350m
- Raz mojstranških veveric (”Korsningen för Mojstranas ekorrar”), VI, A1,A2, (friklättring VIII+), 280 m
- Zahodna zajeda (“Västra sammanstrålningen”), V, A0/IV, 400 m (+300 m)
- Šlosarska smer (”Šlosars led),  IV-, A0/V+, 400 m
- Sfinga (”sfinxen”) VI, A2, 200 m (friklättring IX/IX+)
- Kunaver-Drašler v Sfingi  (”Kunaver-Drašlers led över sfinxen”), VII+/VI-VII, 280 m
- Smer Sandija Wisiaka (Sandi Wisiaks led), V, 600 m
- Tržaška smer, (”Trieste-leden”), V/IV+, 450 m
- Dolga nemška (”Långa tyska leden”), IV-/III, 1000-1300 m
- Zlatorogove police (”Zlatorogs hyllor”), IV-/I-III
- Severni greben (”Nordkammen”), I-III

### Övrigt
En gammal slovensk legend om en gems som heter Zlatorog ("Guldhorn") kommer också ifrån Triglav-området. Zlatorogs gyllene horn lär vara nycklarna till en skatt i berget Bogatin (berget ”Rikedom”) ovan Komna-platån, sydväst om Triglav. Zlatorog är numera det slovenska ölbryggeriet Laško pivos varumärke.

## Bildgalleri

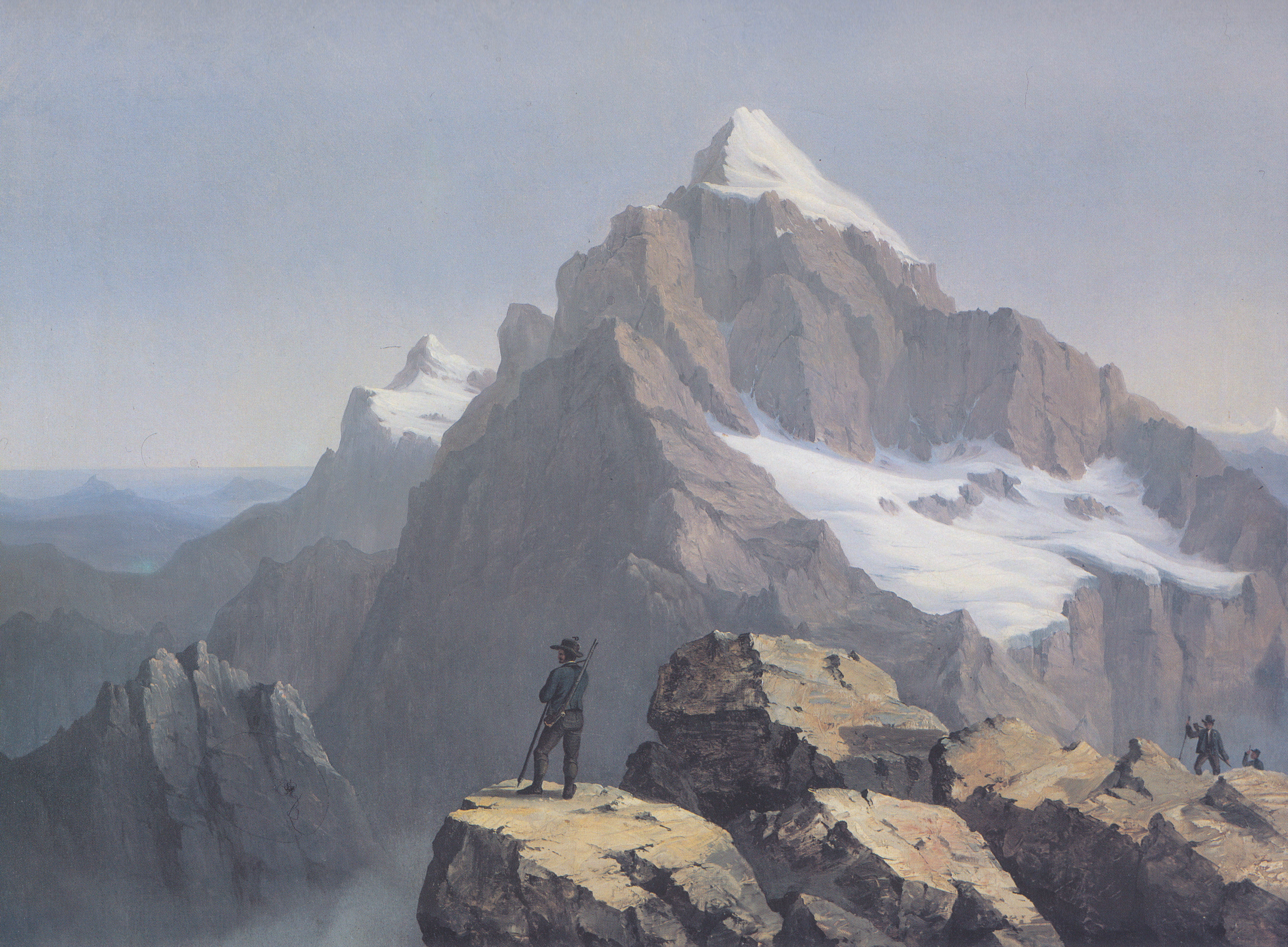
Triglav sedd från väster. Oljemålning från 1844 av Markus Pernhart.
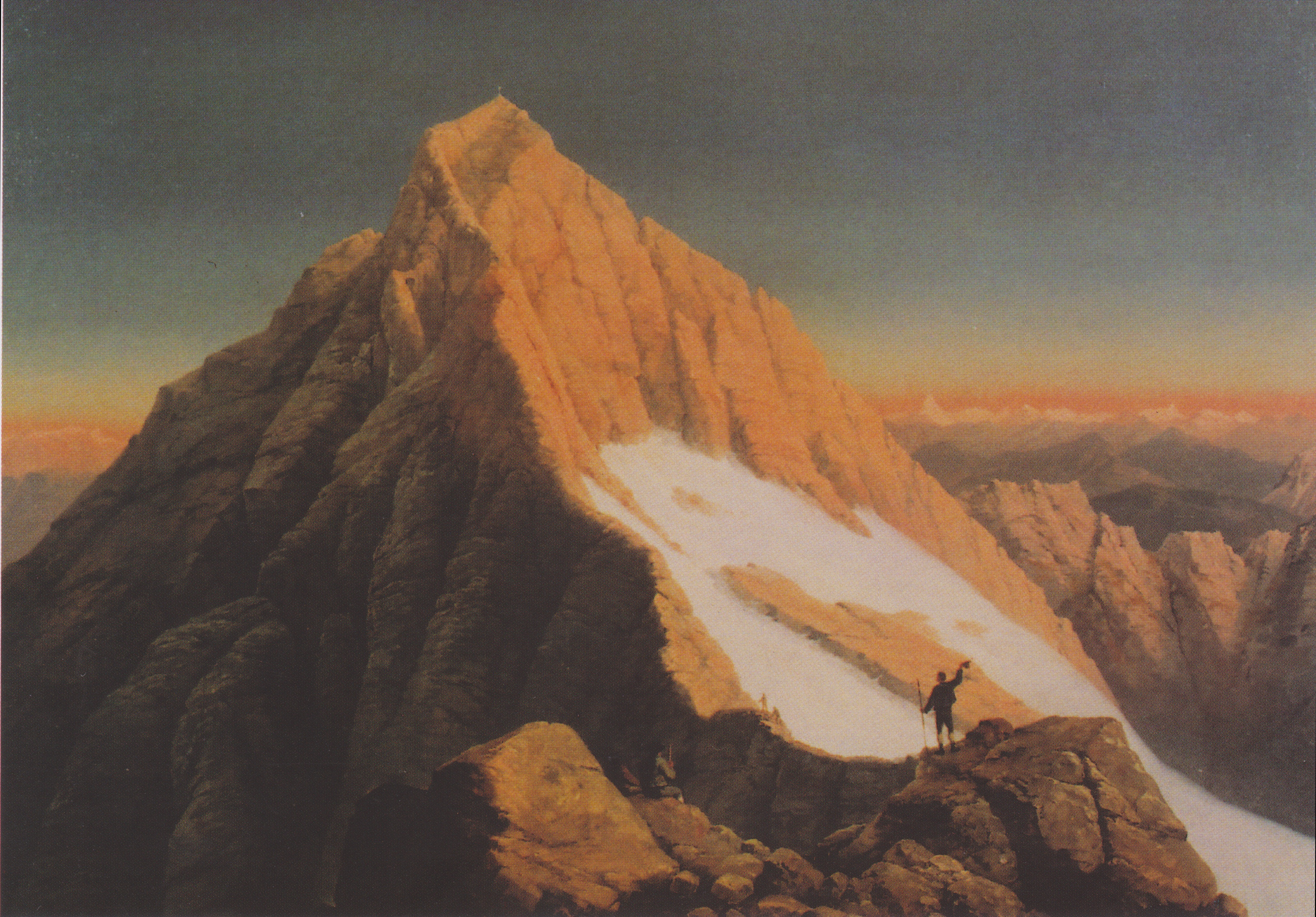
Toppkammen av Triglav, sedd från öster. Triglavglaciären syns under toppen. Oljemålning av Markus Pernhart.
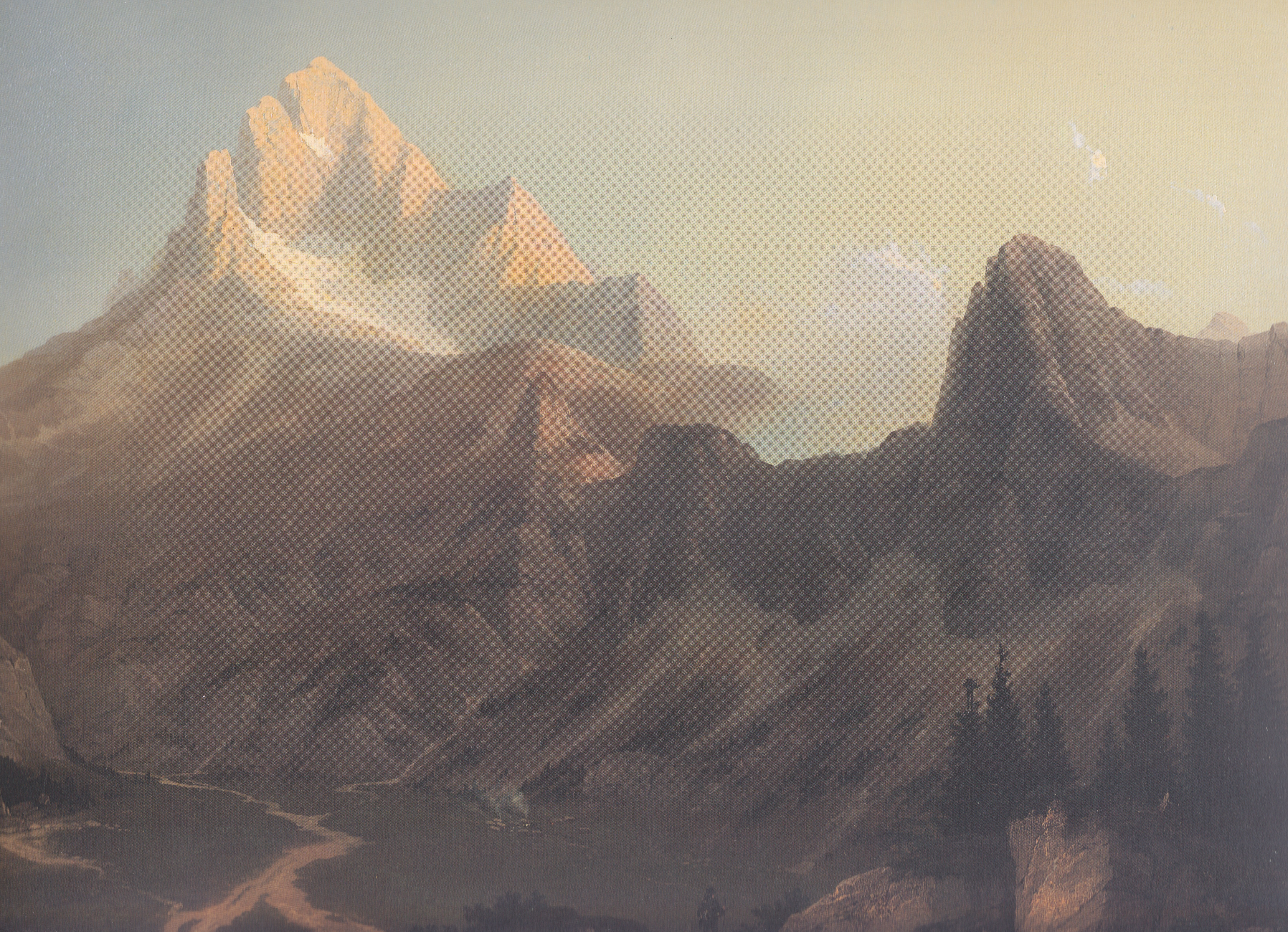
Triglavs trehövdade profil sedd från söder, ovan sätern på Velo Polje. Berget Vernar till höger. Oljemålning av Markus Pernhart.
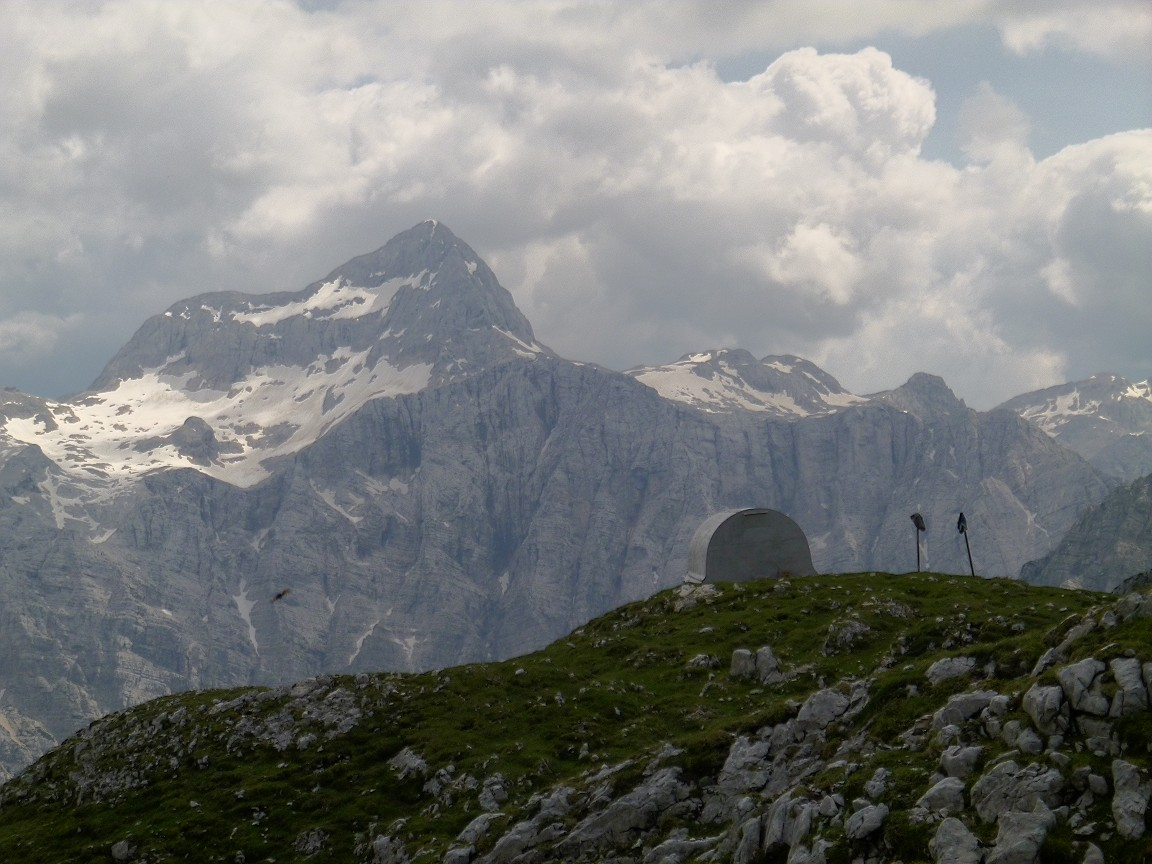
Del av Triglavs nordvägg med toppglaciären, sedd från bivacken under Visoki Rokav.
Triglav i Sloveniens statsvapen